# Nelebrachys aequatus
Nelebrachys aequatus är en insektsart som beskrevs av Navás 1915. Nelebrachys aequatus ingår i släktet Nelebrachys och familjen myrlejonsländor. Inga underarter finns listade i Catalogue of Life.